# الهیمانیه
الهیمانیه (به عربی: الهیمانیة) یک روستا در سوریه است که در ناحیه حمرا واقع شده‌است. الهیمانیه ۱۳۸ نفر جمعیت دارد.